# Distretto di Matapalo
Il distretto di Matapalo è un distretto del Perù, facente parte della provincia di Zarumilla, nella regione di Tumbes.